# Bandad korallräka
Bandad korallräka eller bandad putsarräka (Stenopus hispidus) är ett kräftdjur som lever i tropiska områden i västra Atlanten och Stilla havet. Trots namnet är det inte en äkta räka (Caridea) utan tillhör ordningen Stenopodidea, som är närmare besläktad med kräftor och humrar. Kännetecknande för Stenopodidea är att de har klor och går på botten i stället för att simma samt att tredje paret gångben är störst.
En bandad korallräka kan bli upp till 60 mm lång och har en karaktäristisk färgteckning; Stjärten, skölden och det tredje benparet har breda vita och rödbruna ränder medan resten är genomskinligt. Alla tre främre benparen har klor, men det tredje benparets klor är betydligt större.
Stenopus hispidus lever huvudsakligen vid korallrev eller kustnära områden där den livnär sig på parasiter och matrester på fiskar vid så kallade rengöringsstationer.